# Kovács Olivér (színművész)
Kovács Olivér (Szolnok, 1992. november 15. –) magyar színművész.

## Életpályája
A Szolnoki Műszaki Szakközép- és Szakiskola Jendrassik György Gépipari Tagintézményében érettségizett, majd technikusi vizsgát tett gépgyártás-technológiából. 2012-2015 között a Pesti Magyar Színiakadémia hallgatója Pál András osztályában. Szabadúszó színész, főként a Vígszínházban játszik.

## Fontosabb színházi szerepei
- Joe Masteroff – John Kander – Fred Ebbː Kabaré – Fiatal politikus (Vígszínház, 2021) | Rendezőː Béres Attila
- Dés László – Geszti Péter – Grecsó Krisztián: A Pál utcai fiúk – Leszik  (Vígszínház 2016-) | Rendező: Marton László
- Dés László – Geszti Péter – Békés Pál: A dzsungel könyve – Furkó Farkas (Vígszínház 2016-) | Rendező: Hegedűs D. Géza
- Shakespeare: Macbeth – Gyilkos (Pesti Magyar Színház 2014-2015) | Rendező: Horgas Ádám
- Shakespeare: Rómeó és Júlia – Péter (Pesti Magyar Színház 2013-2015) | Rendező: Nagy Péter
- Lorca: Vérnász – Sérült fiú (Pesti Magyar Színház 2013-2015) | Rendező: Horgas Ádám
- Dosztojevszkij: Ördögök – Kirillov (Pesti magyar Színiakadémia 2014-2015) | Rendező: Pál András